# 21. Międzynarodowy Festiwal Filmowy w Berlinie
21. Międzynarodowy Festiwal Filmowy w Berlinie odbył się w dniach 26 czerwca-6 lipca 1971 roku. W konkursie głównym zaprezentowano 20 filmów pochodzących z 13 różnych krajów.
Jury pod przewodnictwem duńskiego krytyka filmowego Bjørna Rasmussena przyznało nagrodę główną festiwalu, Złotego Niedźwiedzia, włoskiemu filmowi Ogród Finzi-Continich w reżyserii Vittoria De Siki. Drugą nagrodę w konkursie głównym, Srebrnego Niedźwiedzia – Nagrodę Specjalną Jury, przyznano włoskiemu filmowi Dekameron w reżyserii Piera Paola Pasoliniego.

## Członkowie jury

### Konkurs główny
- Bjørn Rasmussen, duński krytyk filmowy – przewodniczący jury[2]
- Walter Albuquerque Mello, współzałożyciel FF w Brasílii
- Paul Claudon, francuski producent filmowy
- Ida Ehre, austriacka aktorka
- Kenneth Harper, brytyjski producent filmowy
- Mani Kaul, indyjski reżyser
- Charlotte Kerr, niemiecka aktorka i reżyserka
- Rex Reed, amerykański krytyk filmowy
- Giancarlo Zagni, włoski reżyser

## Selekcja oficjalna

### Konkurs główny
Następujące filmy zostały wyselekcjonowane do udziału w konkursie głównym o Złotego Niedźwiedzia i Srebrne Niedźwiedzie:
| Tytuł polski                                   | Tytuł oryginalny                               | Reżyseria                  | Kraj produkcji    |
| ---------------------------------------------- | ---------------------------------------------- | -------------------------- | ----------------- |
| Pokochać ponownie                              | 愛ふたたび Ai futatabi                         | Kon Ichikawa               | Japonia           |
| W sprawie Lone                                 | Ang.: Lone                                     | Franz Ernst                | Dania             |
| Szkoła kowbojów                                | Bless the Beasts and Children                  | Stanley Kramer             | Stany Zjednoczone |
| Bloomfield                                     | Bloomfield                                     | Richard Harris i Uri Zohar | Wielka Brytania   |
| Kot                                            | Le chat                                        | Pierre Granier-Deferre     | Francja           |
| Jak smaczny był mały Francuz?                  | Como Era Gostoso o Meu Francês                 | Nelson Pereira dos Santos  | Brazylia          |
| Dekameron                                      | Il Decameron                                   | Pier Paolo Pasolini        | Włochy            |
| Pustka                                         | Desperate Characters                           | Frank D. Gilroy            | Stany Zjednoczone |
| Dulcima                                        | Dulcima                                        | Frank Nesbitt              | Wielka Brytania   |
| Die ersten Tage                                | Die ersten Tage                                | Herbert Holba              | Austria           |
| Ogród Finzi-Continich                          | Il giardino dei Finzi Contini                  | Vittorio De Sica           | Włochy            |
| Jaider, der einsame Jäger                      | Jaider, der einsame Jäger                      | Volker Vogeler             | RFN               |
| Love Is War                                    | Love Is War                                    | Ragnar Lasse-Henriksen     | Norwegia          |
| Ktoś szczęśliwy                                | Lyckliga skitar                                | Vilgot Sjöman              | Szwecja           |
| Ninì Tirabusciò: la donna che inventò la mossa | Ninì Tirabusciò: la donna che inventò la mossa | Marcello Fondato           | Włochy            |
| Cztery noce marzeń                             | Quatre nuits d’un rêveur                       | Robert Bresson             | Francja           |
| Czerwone kłosy                                 | Rdeče klasje                                   | Živojin Pavlović           | Jugosławia        |
| Spotkanie w Bray                               | Rendez-vous à Bray                             | André Delvaux              | Belgia            |
| Wer im Glashaus liebt... der Graben            | Wer im Glashaus liebt... der Graben            | Michael Verhoeven          | RFN               |
| Whity                                          | Whity                                          | Rainer Werner Fassbinder   | RFN               |

## Laureaci nagród

### Konkurs główny
Złoty Niedźwiedź
- Ogród Finzi-Continich, reż. Vittorio De Sica

Srebrny Niedźwiedź – Nagroda Specjalna Jury
- Dekameron, reż. Pier Paolo Pasolini

Srebrny Niedźwiedź dla najlepszej aktorki
- Shirley MacLaine – Pustka
- Simone Signoret – Kot

Srebrny Niedźwiedź dla najlepszego aktora
- Jean Gabin – Kot

Srebrny Niedźwiedź za wybitne osiągnięcie artystyczne
- Zdjęcia: Ragnar Lasse-Henriksen – Love Is War
- Scenariusz: Frank D. Gilroy – Pustka

Wyróżnienie Specjalne za film dokumentalny
- W sprawie Lone, reż. Franz Ernst

### Konkurs filmów krótkometrażowych
Złoty Niedźwiedź dla najlepszego filmu krótkometrażowego
- 1501 ½, reż. Paul B. Price

Srebrny Niedźwiedź – Nagroda Jury dla filmu krótkometrażowego
- In continuo, reż. Vlatko Gilić

Srebrny Niedźwiedź – Nagroda Jury dla filmu animowanego
- Die Ordnung, reż. Bohumil Stepan i Boris von Borresholm

### Pozostałe nagrody
Nagroda FIPRESCI
- nie przyznano

Wyróżnienie FIPRESCI
- Konkurs główny:  Argentina, mayo de 1969: Los caminos de la liberación, reż. Octavio Getino, Nemesio Juárez, Rodolfo Kuhn, Jorge Martín, Humberto Ríos, Eliseo Subiela i Pablo Szir
- Forum Nowego Kina:
  -  Rekonstrukcja, reż. Theo Angelopoulos
  -  WR – tajemnice organizmu, reż. Dušan Makavejev